# Sankt Olofs socken, Uppland
Sankt Olofs socken i Uppland ingick från 1714 i Ärlinghundra härad, uppgick 1948 i Sigtuna stad, ingår sedan 1971 i Sigtuna kommun och motsvarar från 2016 Sigtuna Sankt Olofs distrikt.
Socknens areal var 22,86 kvadratkilometer land.  År 1912 fanns här 403 invånare. Godsen Venngarn och Lövstaholm samt Sankt Olofs domkyrka i Sigtuna ligger i socknen.

## Administrativ historik
Sankt Olofs socken har medeltida ursprung.
Vid kommunreformen 1862 övergick socknens ansvar för de kyrkliga frågorna till S:t Olofs församling. För de borgerliga frågorna bildades tillsammans med Sankt Olofs socken Sankt Olofs och Sankt Pers landskommun. Den gemensamma landskommunen inkorporerades 1948 i Sigtuna stad som 1971 ombildades till Sigtuna kommun. Församlingen uppgick 2002 i Sigtuna församling.
1 januari 2016 inrättades distriktet Sigtuna Sankt Olof, med samma omfattning som församlingen hade 1999/2000.
Socknen har tillhört län, fögderier, tingslag och domsagor enligt vad som beskrivs i artikeln Ärlinghundra härad. De indelta soldaterna tillhörde Livregementets dragonkår, Livskvadronen, Livkompaniet. De indelta båtsmännen tillhörde Södra Roslags 2:a båtsmanskompani.

## Geografi
Sankt Olofs socken ligger norr och öster om Sigtuna kring Garnsviken och norr om Sigtunafjärden.  Socknen är en slättbygd med skogklädda höjder.

## Namnet
Namnet skrevs 1344 ecclesia Beati Olaui Sictonie, vilket består av namnet på kyrkans skyddshelgon.
Stavningen fastställdes 31 oktober 1913.